# Intrall
Intrall - International Truck Alliance était une entreprise industrielle anglo-russe du secteur automotive implantée à Londres, en Grande-Bretagne disposant d'une usine en Pologne.
À la fin de l'année 2003, la société constituée à cet effet, a racheté l'usine du constructeur Daewoo Motor Poland de Lublin après la faillite de la maison mère coréenne.

## Histoire
En 2003, un consortium russo-britannique est créé sous le nom d'Intrall - International Truck Alliance. Son objectif est le rachat de brevets de productions de véhicules industriels. En 2006, la société rachète la marque tchèque Praga et son outillage de production de poids lourds et commence, dès 2007, la fabrication de camions à Lublin, en Pologne.
La société avait racheté, en 2004, l'usine polonaise de Daewoo Motor Poland, elle-même rachetée à l'ex-constructeur polonais Fabryka Samochodów Ciężarowych en 1995. Daewoo Motor Poland a fait faillite en 2001.
En 2007, Intrall dépose son bilan en Pologne. Le consortium est dissout mais l'associé russe récupère la société, s'installe en Russie et reste opérationnelle. La marque Intrall bat désormais pavillon russe et se consacre à deux secteurs d'activité : les petits utilitaires civils et les véhicules militaires légers.

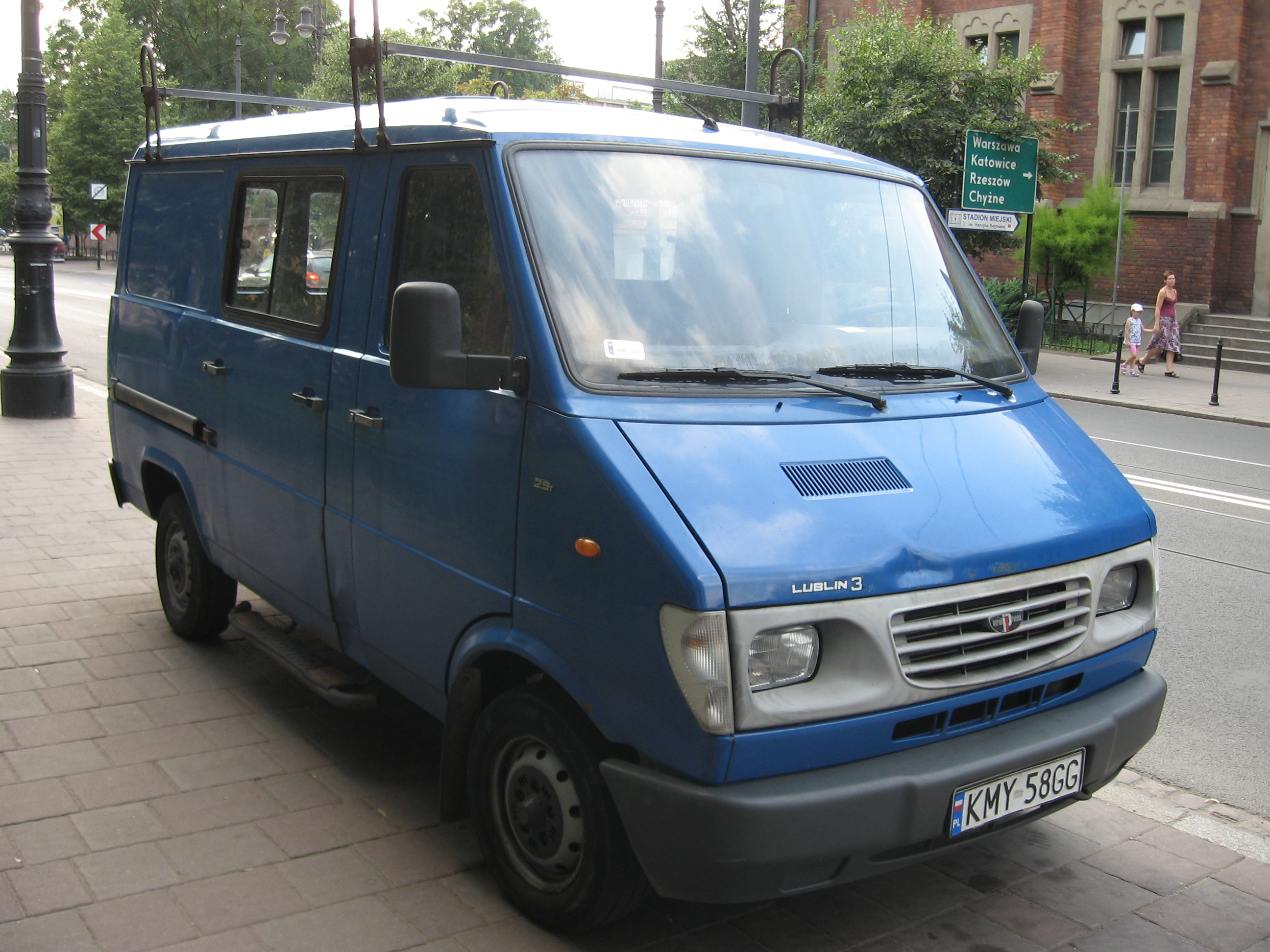
Lublin 3

L'usine polonaise a été rachetée en mai 2009 par la société polonaise DZT Tymińscy rachète l'usine avec les droits de production des Tarpan Honker et Lublin.

## Productions
- Tarpan Honker
- Intrall Lublin 3